# Brit Pettersen
Pour les articles homonymes, voir Pettersen et Tofte.
Brit Pettersen Tofte, née le 24 novembre 1961 à Lillehammer, est une fondeuse norvégienne. Elle fait partie des toutes meilleures fondeuse des années 1980.

## Biographie
En 1980, alors âgée de dix-huit ans et juste sacrée championne du monde junior, elle est sélectionnée pour les Jeux olympiques de Lake Placid, où elle gagne la médaille de bronze au relais avec Berit Aunli, Anette Bøe et Marit Myrmæl. En 1982, elle remporte son unique titre mondial en relais, est médaillée de bronze du cinq kilomètres lors de ces Mondiaux et enlève sa première manche de Coupe du monde à Falun, avant de gagner à Kiruna, pour s'installer au deuxième rang du classement général derrière Aunli. Lors de la saison suivante, elle décroche trois nouvelles victoires dont une sur le Festival de ski d'Holmenkollen et est de nouveau deuxième du classement général, cette fois derrière Marja-Liisa Kirvesniemi. 
C'est en 1984, qu'elle connaît ses meilleurs résultats olympiques, gagnant à Sarajevo la médaille de bronze au dix kilomètres et la médaille d'or sur le relais avec Helene Nybråten, Anne Jahren et Berit Aunli.
Elle remporte la médaille d'argent du vingt kilomètres aux Championnats du monde 1985 et la médaille de bronze du dix kilomètres aux Championnats du monde 1987, année où elle signe sa dixième et dernière victoire en Coupe du monde à Oslo (20 kilomètres).
Elle prend part aux Jeux olympiques de Calgary en 1998, sans remporter de médaille et prend sa retraite sportive peu après.
En 1986, la Médaille Holmenkollen lui est décernée.
Elle reste impliquée dans le sport, étant membre de la commission des athlètes du CIO et aidant à l'organisation des Jeux olympiques d'hiver de 1994 dans sa ville natale Lillehammer.

## Palmarès

### Jeux olympiques
| Épreuve / Édition | Lake Placid 1980                 | Sarajevo 1984 | Calgary 1988 |
| 5 km              | 21e                              | 5e            | 11e          |
| 10 km             |                                  | Bronze        | 14e          |
| 20 km             | Épreuve inexistante à cette date | 6e            |              |
| 4 × 5 km          | Bronze                           | Or            |              |

### Championnats du monde
| Épreuve / Édition | Oslo 1982 | Seefeld 1985 | Oberstdorf 1987 |
| 5 km              | Bronze    | 7e           | 6e              |
| 10 km             | 4e        | 13e          | Bronze          |
| 20 km             | 11e       | Argent       |                 |
| Relais 4 × 5 km   | Or        |              |                 |

### Coupe du monde
- Meilleur classement général : 2e en 1982 et 1983.
- 29 podiums[3] :
  - 23 podiums individuels : 10 victoires, 6 deuxièmes places et 7 troisièmes places.
  - 6 podiums en relais : 5 victoires et 1 deuxième place.

#### Liste des victoires individuelles
| N°  | Date             | Lie          | Discipline      |
| --- | ---------------- | ------------ | --------------- |
| 1.  | 12 mars 1982     | Falun        | 20 km           |
| 2.  | 13 avril 1982    | Kiruna       | 5 km            |
| 3.  | 8 janvier 1983   | Klingenthal  | 10 km           |
| 4.  | 14 janvier 1983  | Stachy Zadow | 10 km           |
| 5.  | 12 mars 1983     | Oslo         | 20 km           |
| 6.  | 13 décembre 1984 | Val di Sole  | 5 km            |
| 7.  | 13 décembre 1985 | Biwabik      | 10 km classique |
| 8.  | 8 mars 1986      | Falun        | 30 km classique |
| 9.  | 13 décembre 1986 | Val di Sole  | 5 km classique  |
| 10. | 21 mars 1987     | Oslo         | 20 km classique |

#### Classements par saison
| Saison | Classement général |
| ------ | ------------------ |
| 1982   | 2e                 |
| 1983   | 2e                 |
| 1984   | 8e                 |
| 1985   | 3e                 |
| 1986   | 3e                 |
| 1987   | 5e                 |
| 1988   | 41e                |